# Antonio Rodríguez Martínez
Antonio Rodríguez Martínez ou Toño (Alicante, 17 de dezembro de 1979) é um futebolista profissional espanhol que atua como goleiro.

## Carreira
Toño começou a carreira no Hércules.

## Títulos
Rayo Vallecano
- Segunda División: 2017–18